# Euleucinodes conifrons
Euleucinodes conifrons is een vlinder uit de familie van de grasmotten (Crambidae). De wetenschappelijke naam van de soort is voor het eerst gepubliceerd in 1948 door Hahn William Capps.
De soort komt voor in Peru.